# Salbeck Károly
Petrisi Salbeck Károly (Jászvásár vagy Galac, 1723 vagy 1725. november 17. – Lőcse, 1787. június 15.) teológiai doktor, titkos tanácsos szepesi római katolikus püspök, Salbeck Ferenc és Salbeck Mihály testvére.

## Élete
Salbeck Máté sószállító biztos fia. Gimnáziumi tanulmányait Kolozsvárott, Székelyudvarhelyen és Nagyszombatban végezte. Kolozsvárt hallgatott filológiát, majd két évig teológiát tanult Nagyszombatban végezte. 1744. október 24-én a római Collegium Germanicum Hungaricum növendéke lett, 1746. július 4-én tért haza mint diákonus. 1746. október 15-én szentelték pappá, a zágrábi megyéspüspökség szertartója volt. 1752. december 15-től 1776-ig kalocsai kanonok, ercsi apát, 1759. április 4-étől nemesiai fölszentelt püspök és váci nagyprépost; 1776. szeptember 16-tól 1787-ig első szepesi püspök, valóságos belső titkos tanácsos és a Szent István-rend vitéze.

## Munkája
- Sermo sacer ... habitus Jaurini die XV. Aug. 1774. in alteris sacerdotii soleniis exc., ill, ac. rev. dni Francisci e com. Zichy de Vásonkő episcopi Jaurinensi. Vacii